# 駒木台
駒木台（こまぎだい）は、千葉県流山市の大字。郵便番号は270-0113。

## 地理
流山市中部に位置し、東は柏市柏の葉・十余二、西は柏市西原、南は美田・西柏台、北は青田と接している。北部を常磐自動車道が通る。また、八木郵便局が設置されている。

### 小字
駒木台には9の小字が存在する。ここでは北から順に列挙する。
- 中ノ台（1971年（昭和46年）に大字十太夫新田字中ノ台より一部を駒木台に編入、同日に大字青田に一部を編入）
- 丸山
- 橋戸
- 中坪
- 篠堤
- 南台西
- 南台中
- 南台東
- 榎戸（1971年（昭和46年）に大字十太夫新田字榎戸より一部を駒木台に編入）

## 歴史

### 地名の由来
由来と考えられている説はいくつかあるが、どれが正確なものであるかははっきりしていない。説は2つ存在する。
- かつては｢古牧｣であり、駒木と変化した。
- 源義家が奥州征討時に当地にある諏訪神社の木に馬（駒）をつないだことから駒木とされた。

### 沿革
- 1869年（明治2年）　葛飾県葛飾郡駒木新田となる。
- 1871年（明治4年） 廃藩置県により印旛県葛飾郡駒木新田となる。
- 1873年（明治6年） 県の統合及び、郡の分割により千葉県東葛飾郡駒木新田となる。
- 1889年（明治22年） 東葛飾郡思井村、芝崎村、前平井村、後平井村、古間木村、長崎村、中村、名都借村、野々下村、前ヶ崎村、向小金新田、大畔新田、市野谷村、十太夫新田、駒木村、青田新田、初石新田と合併し、東葛飾郡八木村大字駒木新田となる。
- 1951年（昭和26年）4月1日 流山町、新川村と合併し、東葛飾郡江戸川町大字駒木新田となる。
- 1952年（昭和27年）1月1日 江戸川町が流山町に改称。東葛飾郡流山町大字駒木新田となる。
- 1967年（昭和42年）1月1日 市制施行により、流山市大字駒木新田となる。
- 1971年（昭和46年）5月 大字駒木新田の大部分、大字十太夫新田の一部より大字駒木台を新設する。

### 大字の変遷
| 実施後 | 実施年月日 | 実施前（各大字ともその一部）                                                                               |
| ------ | ---------- | --- |
| 駒木台 | 1971年5月  | 駒木新田字中ノ台・字丸山・字橋戸・字中坪・字篠堤・字南台西・字南台中・字南台東、十太夫新田字中ノ台・字榎戸 |

## 世帯数と人口
2017年（平成29年）11月1日現在の世帯数と人口は以下の通りである。
| 大字   | 世帯数    | 人口    |
| ------ | --------- | ------- |
| 駒木台 | 1,075世帯 | 2,456人 |

## 小・中学校の学区
市立小・中学校に通う場合、学区は以下の通りとなる。
| 番地 | 小学校               | 中学校               |
| ---- | -------------------- | -------------------- |
| 全域 | 流山市立八木北小学校 | 流山市立常盤松中学校 |

駒木台3号公園向かいに「西原小学校」があるが、柏市立小学校の為、通学は不可。

## 施設
- 柏の葉北総病院
- 駒木台クリニック
- 八木郵便局 - 駒木台字南台中
- 八幡神社 - 駒木台字南台中
- 法栄寺 - 駒木台字南台西